# ادوارد آواگیان (نویسنده)
ادوارد (یغیک) ساموئلی آواگیان (ارمنی: Էդուարդ (Էդիկ) Սամվելի Ավագյան؛  زادهٔ ۱۹ اوت ۱۹۲۷ - درگذشته ۱۳ مارس ۲۰۱۰) نویسنده، شاعر، مترجم، ویراستار و نثرنویس اهل ارمنستان بود.

## زندگی‌نامه
وی در ۱۹ اوت ۱۹۲۷ در تفلیس به دنیا آمد و از دانشکده زبان‌شناسی ارمنی دانشگاه دولتی ایروان (۱۹۵۲) فارغ‌التحصیل گشت. وی عضو اتحادیه نویسندگان اتحاد شوروی و اتحادیه روزنامه‌نگاران اتحاد شوروی بود. وی در گیتلیک, سووتاکان گروغ و اتحادیه نویسندگان ارمنستان فعالیت می‌کرد. همچنین برندهٔ جوایزی همچون چهره فرهنگی شایسته ارمنستان شوروی شده‌است. وی در ۱۳ مارس ۲۰۱۰ در سن ۸۲ سالگی در ایروان درگذشت و در ارمستان مرکزی ایروان (توخماخ) به خاک سپرده شد.